# Meioneta mendosa
Meioneta mendosa là một loài nhện trong họ Linyphiidae.
Loài này thuộc chi Meioneta. Meioneta mendosa được Alfred Frank Millidge miêu tả năm 1991.